# Hassen Rachedi
Pour les articles homonymes, voir Rachedi.
Hassen Rachedi, né le 23 novembre 1965 à Grenoble, est un homme d'affaires français, fondateur et président directeur général de la société Hydrogen Refueling Solutions (HRS).

## Biographie

### Naissance et jeunesse
Hassen Rachedi, est le septième d'une fratrie de neuf enfants dont les parents sont originaires d’Algérie.
Hassen naît à Grenoble le 23 novembre 1965.

### Débuts professionnels
Titulaire d’un CAP chaudronnerie, obtenu en 1983, il exerce par la suite les activités professionnelles de tuyauteur puis de conducteur de travaux intérimaire de 1983 à 2001, avant de décrocher un CDI au sein de DB Entreprise.
En 2004, il décide de créer TSM (Tuyauterie Service Maintenance), sa propre structure, qui travaille en sous-traitance avec plusieurs entreprises de la région grenobloise dans le domaine de la tuyauterie industrielle,.

### Carrière dans l'hydrogène
Il développe progressivement son expertise dans le domaine des stations de ravitaillement en hydrogène, sur proposition de son client Air Liquide.
En 2019, il décide de devenir fabricant de stations de ravitaillement en hydrogène. TSM devient alors Hydrogen Refueling Solutions (HRS), en 2020 pour fabriquer, installer et mettre en service des stations de ravitaillement en hydrogène sous sa propre marque. HRS peut aussi être compris comme “Hassen Rachedi Solutions”, selon les recommandations des cabinets de gestion Portzamparc, Gilbert Dupont et Lazard pour la préparation de son introduction en bourse.
Son entreprise est introduite en bourse en février 2021,,,, réalisant une levée de fonds de 97.3 millions, la plus importante obtenue sur Euronext Growth depuis sa création. Hassen Rachedi conserve 73,76 % du capital de l’entreprise.
En 2022, HRS compte 86 collaborateurs et est leader européen dans le secteur. En juin 2022, le chiffre d'affaires de Hydrogen Refueling Solutions est évalué à 10,5 millions d’euros,. La même année, Hassen Rachedi cède 5% du capital de l’entreprise à ses employés. Dans le cadre du développement de HRS hors des frontières françaises, Hassen Rachedi met en place des partenariats avec des acteurs du secteur au niveau local, comme en Suisse,, et en Italie,.
En avril 2022, Hassen Rachedi investit via sa holding Holding HR SAS notamment dans la souscription d’obligations convertibles émises par Hype, le spécialiste du taxi à hydrogène,. En septembre 2022, la société de gestion Mirova est actionnaire à hauteur de 4,18% de HRS.
Hassen Rachedi détient des également participations dans des entreprises spécialisées dans le secteur de l'hydrogène.

### Rugby
En janvier 2024, Hassen Rachedi se lance dans un nouveau challenge en devenant le vice-président du FC Grenoble.

## Fortune
En 2021, il fait son entrée au classement des 500 fortunes de France,. En 2022, sa fortune est estimée à 245 millions d’euros,.

## Distinctions
- Victoires des Autodidactes 2021[3] - Lauréat Régional[5], organisée par Lyon Place Financière et Harvard Business School.
- 2022 :  Chevalier de la Légion d'honneur[33]